# Wasserstraßen- und Schifffahrtsamt Hamburg
Das Wasserstraßen- und Schifffahrtsamt Hamburg (WSA Hamburg) war ein Wasserstraßen- und Schifffahrtsamt in Deutschland. Es gehörte zum Dienstbereich der Generaldirektion Wasserstraßen und Schifffahrt, vormals Wasser- und Schifffahrtsdirektion Nord.
Durch die Zusammenlegung der Wasserstraßen- und Schifffahrtsämter Cuxhaven, Tönning und Hamburg ging es am 15. März 2021 im neuen Wasserstraßen- und Schifffahrtsamt Elbe-Nordsee auf.

## Zuständigkeitsbereich
Das Wasserstraßen- und Schifffahrtsamt Hamburg war zuständig für die Bundeswasserstraße Elbe von der Hamburger Hafengrenze bis St. Margarethen etwas oberhalb von Brunsbüttel (Grenze zum Amtsbereich des Wasserstraßen- und Schifffahrtsamtes Cuxhaven), der Hahnöfer Nebenelbe und die Este-Zufahrt mit dem Mühlenberger Loch. Darüber hinaus war das Wasserstraßen- und Schifffahrtsamt Hamburg zuständig für Teile der Nebenflüsse Este, Lühe, Schwinge, Pinnau, Krückau und Stör, die Bützflether Süderelbe, den Ruthenstrom, die Wischhafener Süderelbe und das Freiburger Hafenpriel.

## Aufgabenbereich
Zu den Aufgaben des Wasserstraßen- und Schifffahrtsamtes Hamburg gehörten:
- Unterhaltung und Ausbau der Bundeswasserstraße Elbe und ihrer Nebenflüsse
- Unterhaltung und Betrieb der schwimmenden und festen Seezeichen im Amtsbereich
- Ordnung und Sicherheit des Schiffsverkehrs und Betrieb der Verkehrszentrale in Brunsbüttel
- Übernahme strom- und schifffahrtspolizeilicher Aufgaben.

## Außenbezirke
Zum Wasserstraßen- und Schifffahrtsamt Hamburg gehörten die Außenbezirke Glückstadt, Stade und Wedel sowie der Bauhof Wedel.
- Der Außenbezirk Glückstadt war zuständig für die Flüsse Pinnau bis Pinneberg, Krückau bis Elmshorn und Stör bis Kellinghusen und alle festen Schifffahrtszeichen und andere bauliche Anlagen am rechten Ufer der Elbe (Schleswig-Holstein) zwischen dem Pinnausperrwerk und der Schleuseninsel in Brunsbüttel.
- Der Außenbezirk Stade war zuständig für die Bundeswasserstraßen Este bis Buxtehude, Lühe bis Horneburg und Schwinge bis Stade, die Bützflether Süderelbe, den Ruthenstrom, die Wischhafener Süderelbe und den Freiburger Hafenpriel. Darüber hinaus lag das innere Estesperrwerk im Amtsbereich des Außenbezirks Stade des Wasserstraßen- und Schifffahrtsamtes Hamburg.
- Der Außenbezirk Wedel war zuständig für die Unterelbe von der Hamburger Hafengrenze bis St. Margarethen.
- Der Bauhof Wedel nahm insbesondere Wartungs- und Instandsetzungsarbeiten an Schiffen und Seezeichen des Wasserstraßen- und Schifffahrtsamtes Hamburg wahr. Der Bauhof verfügte über einen eigenen Hafen mit Pier- und Pontonanlagen sowie einer Slipanlage, mit der Schiffe aus dem Wasser gezogen und in der eigenen Schiffbauhalle überholt werden können.

## Kleinfahrzeugkennzeichen
Den Kleinfahrzeugen im Bereich des Wasserstraßen- und Schifffahrtsamtes Hamburg wurden Kleinfahrzeugkennzeichen mit der Kennung HH zugewiesen.